# ASB6
La repetición de ankyrin y la proteína de caja SOCS 6 es una proteína que en humanos está codificada por el gen ASB6.
La proteína codificada por este gen pertenece a una familia de proteínas repetidas de anquirina que, junto con otras cuatro familias de proteínas, contienen un motivo de caja SOCS C-terminal. La evidencia creciente sugiere que la caja SOCS, similar a la caja F, actúa como un puente entre dominios de unión a sustrato específicos y las proteínas más genéricas que comprenden una gran familia de ligasas de proteína ubiquitina E3.